# Wybory do Parlamentu Europejskiego we Francji w 1979 roku
Wybory do Parlamentu Europejskiego I kadencji we Francji zostały przeprowadzone 10 czerwca 1979.
Do PE dostały się wówczas cztery partie. Wybory wygrała Unia na rzecz Demokracji Francuskiej, zdobywając 27,61% głosów i 25 z 81 mandatów.
| lista wyborcza                       | % głosów | mandaty |
| ------------------------------------ | -------- | ------- |
| Unia na rzecz Demokracji Francuskiej | 27,61    | 25      |
| Partia Socjalistyczna                | 23,53    | 22      |
| Francuska Partia Komunistyczna       | 20,52    | 19      |
| Zgromadzenie na rzecz Republiki      | 16,31    | 15      |
| Zieloni                              | 4,38     | -       |
| Pozostali                            | 7,68     | -       |
| Suma                                 | 100,00   | 81      |